# 步軍營
步軍營，清朝的禁衛軍之一，步軍統領衙門轄下八旗步兵，共計領催1,150人、步兵21,000餘人，負責守衛、巡警、緝捕，巡守皇城堆撥90處、內城堆撥626處及圓明園堆撥50處。
步軍營負責夜間巡邏、打更敲鑼擊梆，自初更到黎明於各汛間往來巡邏。皇帝出巡、謁陵、行圍或皇子奉派出差時，步軍營派遣官兵隨行護衛。